# هلنهان-شلنبرگ
هلنهان-شلنبرگ (به آلمانی: Hellenhahn-Schellenberg) یک شهر در آلمان است که در وستروالدکرایس واقع شده‌است.